# نیکلای آرسل
نیکلای آرسل (دانمارکی: Nikolaj Arcel؛ زادهٔ ۲۵ اوت ۱۹۷۲) فیلمساز و فیلمنامه‌نویس اهل کشور دانمارک است. بیشتر شهرت وی به خاطر ساخت فیلم یک رابطه سلطنتی می‌باشد که از جشنواره بین‌المللی فیلم برلین برندهٔ دو جایزه گشت و همچنین در نامزد بهترین جایزه اسکار بهترین فیلم خارجی‌زبان در هشتاد و پنجمین دوره جوایز اسکار شد.
از دیگر فیلم دیگری که وی در ساخت آنها نقش داشته‌است، می‌توان به غایب و سرزمین موعود اشاره کرد.